# Friedrich Wilhelm Otto (Philologe)
Friedrich Wilhelm Otto (* 5. Februar 1805 in Zittau; † 21. April 1866 in Gießen) war ein deutscher Klassischer Philologe.
Otto besuchte seit 1817 das Gymnasium Johanneum in Zittau und studierte seit 1826 an der Universität Leipzig. Am 15. März 1833 wurde er provisorisch Collaborator am Philologischen Seminar der Universität Gießen, wo er am 3. März 1834 promoviert wurde, und war seit dem 24. Dezember 1836 ordentlicher Collaborator am Philologischen Seminar in Gießen. Von 1836 bis 1849 war er Hilfslehrer am Gymnasium Gießen und von 1844 bis zu seiner Emeritierung am 26. September 1864 außerordentlicher Professor der Philologie an der Universität Gießen.

## Schriften
- Commentarii critici in codices Bibliothecae Academicae Gissensis Graecos et Latinos: philologicos et medii aevi historicos ac geographicos, Gießen 1842
- Grammatici incerti de generibus nominum: de dubio genere opusculum ; nunc primum separatim integrum commentariolo instructum cum appendice locorum Servianorum Philargyrianorumque in Virgilium de generibus nominum edidit, Gießen 1850